# スプーン階級論
スプーン階級論（スプーンかいきゅうろん）あるいはさじ階級論（朝: 수저계급론）は、大韓民国発祥のスラングあるいはミーム。現在の韓国社会に広まる「親の職業や経済力によって人生が決定され、本人の努力では社会階層が上昇することはない」という考え方を象徴する言葉。日本の「親ガチャ」に類似したネットスラングである。

## 概要
英語のイディオムである“born with a silver spoon in one's mouth”（銀のスプーンを咥えて生まれる=裕福な家庭に生まれる）から派生した、親の資産・年収によって人物をランク付けする考え方で、2015年に韓国のSNS上で流行した。なお、韓国の新聞や放送などで古くから「出身背景が良い人」を指す用語として使われてきた금수저（クムスジョ、金匙）という言葉があるという。なお、本来スジョ（수저）はスプーン（匙、さじ）のスッカラック（숫가락）と箸のチョッカラック（젓가락）のセットを指すが、由来するイディオムから単にスプーンまたはさじと訳される。
「さじ」のランクは概ね以下のように分けられる。ただし金額については違う数字を挙げるものもある。
| 名称             | 資産                           | 年収                           |
| ---------------- | ------------------------------ | ------------------------------ |
| 金スプーン       | 20億ウォン（約2億円）          | 2億ウォン（約2000万円）        |
| 銀スプーン       | 10億ウォン（約1億円）          | 8,000万ウォン（約800万円）     |
| 銅スプーン       | 5億ウォン（約5000万円）        | 5,500万ウォン（約550万円）     |
| 土（泥）スプーン | 5,000万ウォン（約500万円）未満 | 2,000万ウォン（約200万円）未満 |

金のスプーンの上に財閥の子女などを指す「ダイヤモンドのスプーン」、土のスプーンの下に「糞のスプーン」といったさらに細かいランク付けがされる場合もあり、ネット上にとどまらずテレビの討論番組で取り上げられたり、韓国のエンターテインメントを扱う記事でも使用されるなど、韓国においては人口に膾炙した言葉になっている。
2015年12月にソウル大学の学生が投身自殺した際の遺書に「生存を決めるのは箸とスプーンの色だった」と書き残していたと報じられ、「韓国で最難関大学のひとつであるソウル大学に合格するだけの能力があっても自殺に追い込まれた」というニュースが韓国の青年層に大きな衝撃を与えた。しかしその後、学生の両親は「うつ病や恵まれない環境は自殺動機ではない」と否定している。

## 韓国の格差社会を扱った作品
- パラサイト 半地下の家族
- イカゲーム